# 1. Līga
La 1. Līga (in lettone Latvijas futbola 1. līga o Pirmā Līga) è il secondo livello del Campionato lettone di calcio.

## Struttura
Le squadre (variabili di numero nelle ultime stagioni) si affrontano in un girone di andata e ritorno. 
La prima classifica viene promossa in Virslīga, mentre la seconda affronta la penultima della massima serie in uno spareggio valido per la promozione. Le ultime due classificate retrocedono in 2. Līga.

## Squadre 2024
Sono 14 le squadre partecipanti alla 1. Līga 2024:
| Club          | Città     | Stagione 2023              |
| ------------- | --------- | -------------------------- |
| JDFS Alberts  | Rīga      | 4° in 1. Līga              |
| Leevon PPK    | Saldus    | Fondato nel 2024           |
| Mārupes SC    | Mārupe    | 1º nel girone A di 2. Līga |
| Ogre United   | Ogre      | 2º nel girone A di 2. Līga |
| Olaine        | Olaine    | 11° in 1. Līga             |
| Rēzeknes FA   | Rēzekne   | 14° in 1. Līga             |
| RFS Riga-2    | Rīga      | 6° in 1. Līga              |
| Riga FC-2     | Rīga      | 2° in 1. Līga              |
| Skanstes SK   | Rīga      | 3° in 1. Līga              |
| Smiltene      | Smiltene  | 12° in 1. Līga             |
| Super Nova    | Olaine    | 12º posto in Virslīga      |
| Tukums 2000-2 | Tukums    | 8° in 1. Līga              |
| Valmiera-2    | Valmiera  | 10° in 1. Līga             |
| JFK Ventspils | Ventspils | 9° in 1. Līga              |

## Albo d'oro
| Stagione | Campioni             | Secondo posto         |
| -------- | -------------------- | --------------------- |
| 1992     | Jūrnieks             | Zenta Rīga            |
| 1993     | Gemma                | Baltnet               |
| 1994     | Kvadrats             | Starts                |
| 1995     | Jūrnieks             | Lokomotīve Daugavpils |
| 1996     | Vecrīga Rīga         | Valmiera              |
| 1997     | Ranto/AVV            | Jūrnieks              |
| 1998     | Policijas            | Jaunība Daugavpils    |
| 1999     | LU/Daugava Riga      | LBB-Mido              |
| 2000     | Zibens/Zemessardze   | Skonto/Metāls Rīga    |
| 2001     | Auda Ķekava          | RKB-Arma Rīga         |
| 2002     | RKB-Arma Rīga        | Ditton                |
| 2003     | Jūrmala              | Multibanka Rīga       |
| 2004     | Ventspils-2          | Ditton-2              |
| 2005     | Skonto-2             | Ventspils-2           |
| 2006     | Olimps Rīga          | Ditton-2              |
| 2007     | Vindava              | Blāzma                |
| 2008     | Daugava Riga         | Tranzit               |
| 2009     | Jelgava              | Jaunība Rīga          |
| 2010     | Gulbene              | Jūrmala               |
| 2011     | Metta/LU             | Metalurgs Liepāja-2   |
| 2012     | Metalurgs Liepāja-2  | Ilūkste               |
| 2013     | BFC Daugavpils       | Gulbene               |
| 2014     | Gulbene              | Rēzeknes BJSS         |
| 2015     | Caramba Rīga         | Valmiera              |
| 2016     | Babīte               | Olaine                |
| 2017     | Valmiera             | Olaine                |
| 2018     | BFC Daugavpils       | Super Nova            |
| 2019     | Tukums 2000          | Super Nova            |
| 2020     | Lokomotiv Daugavpils | Auda Ķekava           |
| 2021     | Auda Ķekava          | Tukums 2000           |
| 2022     | Jelgava              | Riga FC-2             |
| 2023     | Grobiņa              | Riga FC-2             |